# Miratovac
Miratovac (albánsky Miratoc, v srbské cyrilici Миратовац) je vesnice na samém jihu Srbska, u hranice s Severní Makedonií. Administrativně spadá pod opštinu Preševo. V roce 2002 měl Miratovac 2 874 obyvatel, kteří jsou většinou albánské národnosti.
Obec se nachází na silničním tahu Preševo-Kumanovo. Jižně od ní se nachází Severomakedonsko-srbská hranice, kde byl také zřízen i hraniční přechod mezi oběma zeměmi. Východně od vesnice se nacházejí hlavní dopravní tahy, spojující Srbsko se Severní Makedonií (železniční trať a dálnice).

## Historie
Vesnice je poprvé připomínána v 11. století. V roce 1572 byla zaznamenána během prvního tureckého sčítání lidu, kdy měla 32 rodin. Místní mešita a fontána pocházejí z 18. století.
Většina obyvatelstva Miratovace se věnuje zemědělství. Mechanizace nastoupila v Miratovaci a v okolí na konci 60. let a začátku 70. let 20. století.
V roce 2015 byl Miratovac a okolí obsazen tisíci uprchlíků ze zemí Afriky a Blízkého východu v souvislosti s uprchlickou krizí, která zachvátila Balkán i Evropu. Srbská vláda proto v souvislosti s náporem uprchlíků, který v letních měsících roku 2015 činil i 2000 lidí za den, zřídila v blízkosti Miratovace improvizovaný uprchlický tábor.